# クレーター (ギリシア神話)
クレーター（古希: Κλήτα, Klētā）は、ギリシア神話に登場する美と優雅を司る女神、カリスたち（カリテス）の1柱である。その名は「呼ばれる女」の意。長母音を省略してクレタとも表記される。
ラコーニア地方で信仰されていたカリスはクレーターとパエンナーの2柱の女神であった。ヘーシオドスの挙げるアグライアー、エウプロシュネー、タレイアの「三美神」には含まれないが、後にカリスたちを3柱とするのが一般的になると、ラコーニア地方のスパルタではアグライアー、エウプロシュネー、クレーターの3柱を指すようになった。